# Dangerous (álbum de DecembeRadio)
Dangerous é o álbum de estreia da banda DecembeRadio, lançado em Janeiro de 2005.
O disco contém três faixas que iriam aparecer no álbum homónimo.
| Críticas profissionais                                                      | Críticas profissionais |
| Avaliações da crítica                                                       | Avaliações da crítica  |
| Fonte                                                                       | Avaliação              |
| --------------------------------------------------------------------------- | ---------------------- |
| Jesus Freak Hideout                                                         | (sem nota)             |
| Esta tabela precisa de ser acompanhada por texto em prosa. Consulte o guia. |                        |

## Faixas
Todas as faixas por DecembeRadio e Scotty Wilbanks, exceto onde anotado.
1. "Dangerous" – 3:55
2. "Love Found Me" – 4:17
3. "Lifetime with You" – 4:10
4. "Narrow" – 3:30
5. "Start a Party" – 3:04
6. "What I Got" (Josh Reedy, Brian Bunn, Wilbanks) – 3:17
7. "Love Spoke Her Name" (Reedy, Bunn, Wilbanks) – 4:46
8. "Live and Breathe" (Reedy, Bunn, Wilbanks) – 4:32
9. "Are You Gonna Go My Way" (Lenny Kravitz, Craig Ross) – 3:32
10. "Innocence" – 3:50

## Créditos
- Brian Bunn – Guitarra, vocal
- Eric Miker – Guitarra, vocal
- Josh Reedy – Baixo, teclados, vocal